# (953) Painleva
(953) Painleva ist ein Asteroid des Hauptgürtels, der am 29. April 1921 vom russischen Astronomen Beniamin Pawlowitsch Schechowski in Algier entdeckt wurde.
Der Name wurde nach dem französischen Mathematiker Paul Painlevé gewählt.